# FK Ohrid
O FK Ohrid é um clube de futebol macedônio com sede em Ohrid. A equipe compete no Campeonato Macedônio de Futebol, na terceira divisão.

## História
O clube foi fundado em 1921.